# 麻布台Hills
麻布台Hills（日语：麻布台ヒルズ、あざぶだいひるず）是位於日本東京都港區虎之門五丁目、麻布台一丁目、六本木三丁目的一座大規模綜合商業設施，由森大廈主導開發。主樓「麻布台Hills森JP塔」高325公尺，是日本第一高樓。
麻布台Hills從2019年8月5日起動工建設，其中主樓麻布台Hills森JP塔於2023年6月30日建成竣工，并於同年11月24日開業。

## 開發過程
麻布台Hills建築群由主樓“麻布台Hills森JP塔”及住宅樓“麻布台Hills住宅棟A”、“麻布台Hills住宅棟B”、商業設施“麻布台Hills花園廣場”組成，項目建造前估算總事業費用約為5792億日元，最終完工時事業費用升至約6400億日元。主樓最高高度為325米，是日本除塔式結構物以外的最高建築物，建成後超過位於大阪市的阿倍野Harukas成爲日本第一高樓。建築擁有64層地上樓層和5層地下樓層，內部結構包含辦公室、住宅、醫療和商業設施等多功能空間。花園廣場由4座立體綠化建築組成，樓高介於3至8層不等。除商業設施之外，東京英國學校也在此開設分校。主樓與花園廣場之間設有一處約6000平方米的中央廣場。項目總占地面積8.1公顷，建築面積約861,700平方米。
麻布台Hills森JP塔建設地原址是“日本郵政集團飯倉大樓”所在地，而住宅棟和花園廣場的座落處則是位於一片被稱為“我善坊谷”的地區窪地，區域内分佈著形式各異的居民住宅和商店。森大廈曾在1989年起該地區設立了多個“城市规划协议會（街づくり協議会）”，后因地權問題與地權所有者經歷了持續20年餘年的協商。直至2017年9月項目通過國家戰略特別区域法確立爲都市計劃。2018年3月，由東京都政府成立項目再開發事業組合。2019年8月5日，項目啓動建設。2022年12月14日，項目定名為“麻布台Hills”。2023年6月30日，主樓及花園廣場竣工。
2023年11月24日，麻布台Hills如期開業，剪綵儀式在設施内的中央廣場舉行。

## 臨近車站
鐵路
- 東京地鐵
  -  南北線 六本木一丁目站
  -  日比谷線 神谷町站

巴士
- 都營巴士
  - 澀88（澀谷站 - 神谷町站 - 新橋站） 麻布台Hills站
  - 橋86（目黑站 - 麻布十番站 - 新橋站）・濱95（品川站港南口 - 濱松町站→御成門站→東京鐵塔→御成門站）・澀88 虎之門五丁目站

## 外部連結
- 麻布台ヒルズ （页面存档备份，存于） - 森ビル株式会社